# Modoc (Indiana)
Pour les articles homonymes, voir Modoc.
La ville de Modoc est située dans le comté de Randolph, dans l’État de l’Indiana, aux États-Unis. Sa population s’élevait à 196 habitants lors du recensement de 2010, estimée à 190 habitants en 2016.

## Démographie
| Groupe            | Modoc | Indiana | États-Unis |
| ----------------- | ----- | ------- | ---------- |
| Blancs            | 94,9  | 84,3    | 72,4       |
| Autres            | 2,6   | 4,6     | 12,1       |
| Métis             | 2,0   | 2,0     | 2,9        |
| Afro-Américains   | 0,5   | 9,1     | 12,6       |
| Total             | 100   | 100     | 100        |
|                   |       |         |            |
| Latino-Américains | 1,5   | 6,0     | 16,7       |

Selon l'American Community Survey, pour la période 2011-2015, 99,18 % de la population âgée de plus de 5 ans déclare parler anglais à la maison, alors que 0,52 % déclare parler l'espagnol.

## Source
- (en) Cet article est partiellement ou en totalité issu de l’article de Wikipédia en anglais intitulé « Modoc, Indiana » (voir la liste des auteurs).

1. ↑  (en) « Modoc, IN Population - Census 2010 and 2000 », sur censusviewer.com.
2. ↑  (en) « Population of Indiana - Census 2010 and 2000 », sur censusviewer.com.
3. ↑  (en) « Language spoken at home by ability to speak English for the population 5 years and over », sur factfinder.census.gov.